# 神頭勝弥
神頭 勝弥（神頭 勝彌、こうず かつや、1866年6月10日（慶応2年4月27日） - 1941年（昭和16年）8月28日）は、大日本帝国陸軍軍人。最終階級は陸軍中将。位階勲等功級は従三位勲二等功三級。

## 経歴・人物
信濃国水内郡檀田村（長野県長野市）に神頭三太夫の三男として生まれ、1910年（明治43年）分家する。1891年（明治24年）陸軍士官学校第2期卒業。1899年（明治32年）陸軍大学校第13期卒業。
1912年（大正元年）9月に陸軍歩兵大佐・高知連隊区司令官、1913年（大正2年）8月に歩兵第28連隊長、1916年（大正5年）3月に第3師団参謀長、1917年（大正6年）5月に中支那派遣隊司令官を経て、同年8月に陸軍少将に進級。
ついで1918年（大正7年）12月に歩兵第29旅団長、1920年（大正9年）8月に下関要塞司令官を経て、1921年（大正10年）7月に陸軍中将となり、1922年（大正11年）5月に第10師団長を経て、1924年（大正13年）2月4日に待命、同月26日に予備役に編入した。

## 栄典
位階
- 1917年（大正6年）8月30日 - 正五位[5]
- 1909年（明治42年）3月1日 - 正六位[6]
- 1924年（大正13年）3月25日 - 従三位[7]

勲章等
- 1920年（大正9年）11月1日 - 大正三年乃至九年戦役従軍記章[8]
- 1940年（昭和15年）8月15日 - 紀元二千六百年祝典記念章[9]

## 親族
- 長女：春（陸軍中将・飯沼守の妻）
- 次女：八重（陸軍中将・井関仭の妻）
- 四女：美津（陸軍少将・友近美晴の妻）[10]